# Harskning
Harskning er en kemisk proces, der foregår i fødevarer som indeholder fedt. Processen forekommer i flerumættet fedt, og er den peroxidering af dobbeltbindingerne i de flerumættede fedtsyrer. Fødevarer, som f.eks. smør, der harsker, får en meget bitter smag.

## Peroxidering
Peroxideringsreaktionen er en kemisk kædereaktion, som starter ved at der bliver dannet en fri radikal, som f.eks. O2- eller OH•. Det kan ske på forskellige måder, f.eks. ved høj varme eller ved belysning med UV-stråling. Det fri radikal reagerer med den flerumættede fedtsyre ved at fjerne et brintatom tæt ved en dobbeltbinding. Fedtsyren er nu en radikal som kan reagere med ilt og danne en ny radikal som reagerer med en ny fedtsyre. Således fortsætter reaktionen, der kaldes en kædereaktion, fordi der hele tiden dannes en ny radikal ved brug af en gammel. Den eneste måde en radikalreaktion kan stoppes er ved en reaktion mellem to radikaler, hvorved der dannes en ikke-radikal forbindelse.

## Antioxidanter
Harskning kan forhindres, eller i hvert fald mindskes væsentligt, ved at tilsætte antioxidanter til fødevarerne. Antioxidanterne reagerer med de frie radikaler og neutraliserer dem. Eksempler på antioxidanter er askorbinsyre, vitamin E og karotener.
| Kemi | Spire Denne artikel om kemi er en spire som bør udbygges. Du er velkommen til at hjælpe Wikipedia ved at udvide den. |